# 개수일촉!
개수일촉! (Gaishū Isshoku!, ガイシューイッショク！)은 시키시로 코노미에 의해 만들어진 일본 만화이다. 빅 코믹 스펠리오르(소학관)에서 2017년 12호부터 연재중이다. 2021년 3월 현재 누적 발행 부수는 130만 부를 돌파했다.

## 줄거리
부동산 중개업소에 근무하는 코모리 밑에 하숙집을 찾는 경계가 내점한다. 그러나 미치루는, 내점시에 무수입, 보증인이 없는 등의 문제를 안고 있었다. 그런데도 코모리는 진지한 접객을 해, 미치루의 방을 구하러 몇건이나 사귀지만, 전멸하게 된다. 귀점해 코모리가 다음 임대자료를 정리하고 있으면 상사에게 "싼 손님은 빨리 돌아가게 하라"고 종용하고, 코모리는 가시 없는 말투로 미치루에게 타협안을 촉구하지만 중개업소 손님으로서는 문제가 있는 미치루가 횡포한 태도로 "각하. 일하라."고 매도한다. 이에 기레타 코모리는 「그렇게 희망을 통하고 싶다면, 집주인에게 몸으로 집세를 지불하는 정도의 일을 하지 않으면 무리다.싫으면 우리 빈방에라도 살게 해줄까?좀 더 입장을 정하라."고 운을 떼고 만다. 이에 화가 난 미치루는 가게를 뛰쳐나간다. 그러나 훗날 다른 부동산 중개업소에 전혀 손님으로 대접받지 못한 미치루는 다시 코모리 앞에 나타나고, 코모리는 미치루에게 휴대전화를 빼앗긴 끝에 협박 소재를 조작당해 미치루의 하숙집을 인정받는다.이후 두 사람의 기묘한 동거생활과 동거 성활이 시작되는 것이었다.

## 등장인물
코모리 히로미 (小森 広海, こもり ひろみ）
본작의 주인공. 27세.사이타마현 출신. 부동산 가게에 근무하는 샐러리맨. 독신.동거하던 애인과 헤어진 지 얼마 되지 않아 미련을 남기고 있다.미치루와 동거한 이후 그녀에 대한 성욕을 쌓고 있다.
사카이 미치루 (境 みちる, さかい みちる）
본작의 여주인공이며, 스무 살이다. 만화가를 목표로 올라온 가출녀.반들반들한 눈, 갈색머리 단발컷, 몸집이 작은 체형에 거유의 미녀.만화가로서의 필명은 사카미치루이.고비차적인 성격으로, 코모리에게도 자주 심한 언동을 퍼붓고 있다.

## 서지 정보
- 시로하쿠요시『가이슈이 쇼크!』쇼가쿠칸 〈빅 코믹스〉, 기간 4권 (2021년 3월 30일 현재)
  1. 2018년 6월 29일 발매[3]
  2. 2019년 2월 28일 발매[4]
  3. 2019년 11월 29일 발매[5]
  4. 2021년 3월 30일 발매[6]